# 臺東直隸州州判
台東直隸州州同為台灣正式建省，台東正式置州之後的台東地區的地方官名稱，又名卑南州同。為台灣清治時期此階段的台東地區統治者，官秩從七品。該官職始設置於1888年，隸屬於台東直隸州知州管轄，然一直未見任命，直到台灣民主國成立時，方由台東直隸州吏目提升。

## 歷任
| # | 姓名 | 任職日期(西曆) | 任職日期(中曆) |
| - | ---- | -------------- | -------------- |
| 1 |      |                |                |